# Chersodromus
Chersodromus — рід змій родини полозових (Colubridae). Представники цього роду є ендеміками Мексики.

## Види
Рід Chersodromus нараховує 4 види:
- Chersodromus australis Canseco-Márquez, Ramírez-González & Campbell, 2018
- Chersodromus liebmanni Reinhardt, 1861
- Chersodromus nigrum Canseco-Márquez, Ramírez-González & Campbell, 2018
- Chersodromus rubriventris (Taylor, 1949)

## Етимологія
Наукова назва роду Conophis походить від сполучення слів дав.-гр. χερσος — неродюча земля і δρομος — біг.

## Охоронний статус
Міжнародним союзом охорони природи (МСОП)  двом видам було присвоєно охоронний статус. Chersodromus liebmanni вважається «безпечним» (найменший ризик, Least Concern або LC), а Chersodromus rubriventris — «під загрозою» (зникаючий вид, Endangered або EN).